# نورمان رينولدز
نورمان رينولدز (بالإنجليزية: Norman Reynolds)‏ هو مصمم إنتاجي بريطاني، ولد في 26 مارس 1934 في لندن في المملكة المتحدة.

## وصلات خارجية
- نورمان رينولدز على موقع IMDb (الإنجليزية)
- نورمان رينولدز على موقع ألو سيني (الفرنسية)
- نورمان رينولدز على موقع تيرنر كلاسيك موفيز (الإنجليزية)
- نورمان رينولدز على موقع أول موفي (الإنجليزية)
- نورمان رينولدز على موقع قاعدة بيانات الأفلام السويدية (السويدية)
- نورمان رينولدز على موقع قاعدة بيانات الفيلم (الإنجليزية)
- نورمان رينولدز على موقع كينوبويسك (الروسية)